# Fluentify
Fluentify là một trang web dạy kèm ngôn ngữ trực tuyến. Công ty được thành lập vào năm 2013 và có trụ sở chính tại Luân Đôn, Vương quốc Liên hiệp Anh, thuộc sở hữu tư nhân và điều hành bởi Fluentify LTD. Fluentify cung cấp các lớp học ngôn ngữ trực tuyến với những người bản ngữ do người dùng lựa chọn.

## Lịch sử
Fluentify được thành lập vào tháng 2 năm 2013 và phát hành phiên bản beta công khai vào tháng 5 năm 2013. Vào tháng 3 năm 2014, Fluentify thông báo rằng công ty đã huy động được 410 nghìn đô la tiền tài trợ thiên thần từ giám đốc ngân hàng Stefano Marsaglia. Marsaglia hiện là đồng giám đốc ngân hàng doanh nghiệp và đầu tư tại Mediobanca, ngân hàng đầu tư giao dịch công khai lớn nhất ở Ý.
Vào tháng 9 năm 2013, công ty đã được chọn từ hơn 200 đề cử để tham gia Cuộc thi TechCrunch tại Roma. GiPStech, một công ty khởi nghiệp phát triển công nghệ định vị trong nhà tiên tiến dựa trên trường địa từ của thế giới, đã giành được giải thưởng trị giá 50 nghìn đô la trong cuộc thi này. Vào tháng 1 năm 2014, công ty được lọt vào danh sách tham gia chương trình BT Infinity Lab, một cuộc thi do công ty viễn thông đa quốc gia BT Group của Anh thúc đẩy.
Fluentify và các người sáng lập đã nhận được sự chú ý của các phương tiện truyền thông ở Ý. Vào tháng 4 năm 2014, hai người sáng lập của công ty đã được mời làm khách mời trong chương trình truyền hình giờ vàng Che tempo che fa, một trong những chương trình nổi tiếng nhất ở Ý do Fabio Fazio tổ chức.
Vào tháng 5 năm 2014, tạp chí công nghệ hàng tháng Wired đã chọn Fluentify là một trong 6 công cụ hàng đầu để học ngoại ngữ trực tuyến.

## Mô hình kinh doanh
Fluentify hoạt động trên mô hình nền tảng thị trường, kết nối sinh viên và người dạy kèm và cho phép kết nối và trao đổi mà không cần thuê bất kỳ gia sư nào. Không giống như các trường dạy ngôn ngữ truyền thống và các trang web dạy kèm trực tuyến, Fluentify mở rộng quy mô không phải bằng cách tăng lượng đăng ký hoặc số lượng nhân viên mà bằng cách tăng số lượng sinh viên và gia sư và kết hợp họ với nhau. Công ty tuyên bố rằng những gia sư hàng đầu trên trang web có thể kiếm được tới 2.500 bảng Anh mỗi tháng.